# Meselefors
Meselefors (sydsamiska: Miesiegoejhke) är en bebyggelse i Vilhelmina kommun som ligger cirka 25 km söder om Vilhelmina. SCB avgränsade här en småort mellan 1990 och 2020.
I orten finns ett vandrarhem och en campingplats.

## Befolkningsutveckling
| Befolkningsutvecklingen i Meselefors 1990–2015 | Befolkningsutvecklingen i Meselefors 1990–2015 | Befolkningsutvecklingen i Meselefors 1990–2015 | Befolkningsutvecklingen i Meselefors 1990–2015 | Befolkningsutvecklingen i Meselefors 1990–2015 |
| ---------------------------------------------- | ---------------------------------------------- | ---------------------------------------------- | ---------------------------------------------- | ---------------------------------------------- |
|                                                |                                                |                                                |                                                |                                                |
| År                                             |                                                |                                                | Folkmängd                                      | Areal (ha)                                     |
| 1990                                           | 1990                                           |                                                | 84                                             | 14#                                            |
| 1995                                           | 1995                                           |                                                | 66                                             | 15#                                            |
| 2000                                           | 2000                                           |                                                | 70                                             | 15#                                            |
| 2005                                           | 2005                                           |                                                | 67                                             | 15#                                            |
| 2010                                           | 2010                                           |                                                | 58                                             | 15#                                            |
| 2015                                           | 2015                                           |                                                | 60                                             | 26#                                            |
| Anm.: # Som småort.                            |                                                |                                                |                                                |                                                |